# Синди Хоуп
Синди Хоуп (на английски: Cindy Hope) е унгарска порнографска актриса.

## Биография
Родена е на 22 август 1985 г. в град Будапеща, Унгария. Рожденото ѝ име е Клаудия Суппан.
Кариерата и на актриса в порнографската индустрия започва през 2006 г., когато е на 21-годишна възраст. Най-напред участва във филми в Европа за компаниите „Private“ и „Viv Thomas“. През 2009 г. за пръв път отива да снима в САЩ. Дълго време ограничава репертоара си само до соло сцени и с жени, но режисьорът Кристоф Кларк я убеждава да започне да снима и с мъже.
Увеличава размера на гърдите си от чашка B на чашка C чрез поставяне на силиконови импланти през юли 2008 г.
Участва с малка роля в американския игрален филм „Кърваво сомбреро“ (2016).

## Награди и номинации
- 2011: Номинация за AVN награда за чуждестранна изпълнителка на годината.[5]
- 2011: Номинация за XBIZ награда за чуждестранна изпълнителка на годината.[6]
- 2012: Номинация за XBIZ награда за чуждестранна изпълнителка на годината.[7]
- 2013: Номинация за XBIZ награда за чуждестранна изпълнителка на годината.[8]
- 2014: Номинация за AVN награда за чуждестранна изпълнителка на годината.[9]